# Охранное отделение
Охра́нное отделе́ние (полное наименование Отделение по охранению общественной безопасности и порядка, просторечное охра́нка) — название структурных органов департамента полиции Министерства внутренних дел Российской империи, ведавших политическим сыском.
В системе государственного управления Российской империи в конце XIX — начале XX века они занимали одно из важнейших мест.

## История
Первое охранное отделение было создано в 1866 году при Санкт-Петербургском градоначальнике после покушения Дмитрия Каракозова на императора Александра II. Оно называлось «Отделение для производства дел по охранению общественного порядка и спокойствия в Санкт-Петербурге» и располагалось: сначала на Большой Морской улице, в доме № 40, затем, в доме № 24, на той же улице, и, наконец, на Гороховой улице, в доме № 2. 12 мая 1886 года был утверждён штат Санкт-Петербургского Охранного отделения, которое с 9 апреля 1887 года стало именоваться «Отделением по охранению общественной безопасности и порядка в городе Санкт-Петербурге». Санкт-Петербургское Охранное отделение, являясь органом Департамента полиции Министерства внутренних дел, непосредственно подчинялось Санкт-Петербургскому градоначальнику. Отделение имело в своём составе общую канцелярию, охранную команду, Центральный филёрский отряд и Регистрационное бюро. Общая канцелярия состояла из восьми столов.
Вторым охранным отделением было Московское, созданное 1 ноября 1880 года по распоряжению министра внутренних дел М. Т. Лорис-Меликова. Первое время оно существовало как «Секретно-разыскное отделение при Канцелярии Московского о́бер-полицме́йстера». В 1881 году оно было переименовано в «Отделение по охранению общественной безопасности и порядка в городе Москве». Московское Охранное отделение, также являясь органом Департамента полиции Министерства внутренних дел, непосредственно подчинялось Московскому градоначальнику. В ряде случаев Московское Охранное отделение в своей разыскной деятельности выходило за пределы Москвы и Московской губернии, выполняя функцию общероссийского центра политического розыска. Непосредственным исполнителем этой задачи был так называемый «Летучий отряд филёров» или «Особый отряд наблюдательных агентов», созданный в 1894 году при Московском Охранном отделении. Возглавлял отряд Е. П. Медников, непосредственным руководителем которого был начальник Охранного отделения С. В. Зубатов. В 1902 году «Летучий филёрский отряд» при Московском Охранном отделении был упразднён; его заменили постоянные разыскные пункты, созданные при губернских жандармских управлениях и вновь сформированный «Летучий филёрский отряд» при Департаменте полиции из наиболее опытных филёров Московского Охранного отделения.

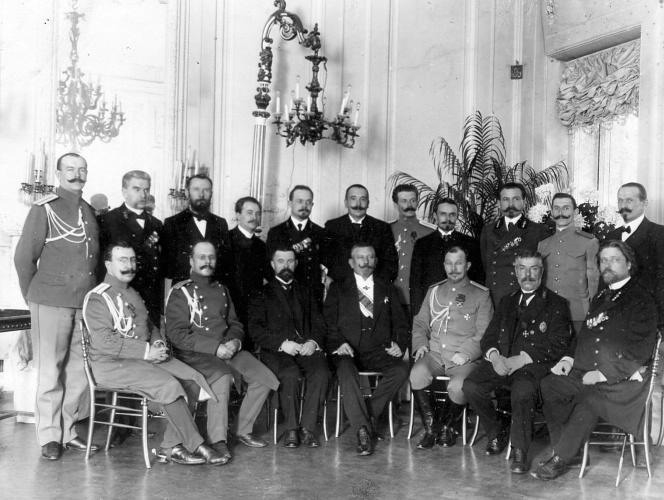
Групповое фото сотрудников Петербургского охранного отделения. 1905.

Третье Охранное отделение, Отделение по охранению общественной безопасности и порядка в городе Варшаве, появилось в 1900 году.
13 августа 1902 года в связи с ростом революционного движения создаются Охранные отделения в городах: Вильно, Екатеринославе, Казани, Киеве, Одессе, Саратове, Тифлисе, Харькове.
На эти отделения возлагается заведование политическим сыском в губерниях, ведение наружного наблюдения, секретной агентуры.
В октябре 1902 года издается новый циркуляр, связанный с деятельностью Охранных отделений, которые в пределах своего района должны были сосредоточить всю работу по разыскному делу. Жандармские и полицейские органы, получая сведения, относящиеся к роду деятельности Охранных отделений, должны были сообщать их Охранному отделению или разыскному пункту для разработки, производства обысков, арестов и т. д.
С каждым годом число Охранных отделений увеличивалось: в феврале 1907 года их было 25, в декабре того же года — 27.
После подавления революционного движения 1905—1907 годов их число стало уменьшаться — они ликвидировались в тех районах, где наблюдалось затишье в оппозиционном движении.
В 1913 году по инициативе товарища министра внутренних дел, заведующего полицией В. Ф. Джунковского начинается ликвидация вновь созданных охранных отделений. К Февральской революции 1917 года их осталось всего три: Петроградское, Московское и Варшавское Охранные отделения.
Охранные отделения подчинялись непосредственно Департаменту полиции Министерства внутренних дел, который давал общее направление разыскной деятельности отделений и распоряжался их личным составом. Повышение по службе офицеров охранных отделений шло через Штаб Отдельного корпуса жандармов, но по инициативе Департамента полиции. Во главе Охранных отделений стояли штаб-офицеры Отдельного корпуса жандармов (т.е. офицеры в звании не ниже подполковника или полковника).
14 декабря 1906 года Председатель Совета Министров П. А. Столыпин утвердил специальное положение о Районных охранных отделениях. Этим положением на них возлагалась задача объединения всех функционировавших в пределах района учреждений политического сыска. В одном из январских циркуляров о создании Районных охранных отделений говорилось: «Ввиду усиления деятельности органов власти, ведающих розыском по делам о государственных преступлениях, мною признано необходимым существенно изменить постановку политического расследования и создать в империи несколько центральных разыскных учреждений, предоставив им сосредоточение в своих руках данных агентурного и наружного наблюдения по крупным административным районам и руководство работой местных учреждений, причём объединяющим и направляющим центром явится, по-прежнему, Департамент полиции».
Первоначально было создано 8 Районных охранных отделений для надзора за следующими губерниями:
- Северное (Петербург) — Петербургская, Эстляндская, Псковская, Новгородская и Олонецкая.
- Центральное (Москва) — Московская, Тверская, Ярославская, Вологодская, Архангельская, Костромская, Калужская, Тульская, Орловская, Владимирская, Рязанская и Нижегородская.
- Поволжское (Самара) — Самарская, Пермская, Вятская, Казанская, Симбирская, Уфимская, Саратовская, Оренбургская, Астраханская, Пензенская и Уральская область.
- Юго-Восточное (Харьков) — Харьковская, Курская, Воронежская, Тамбовская, Донская области, Черноморская и Екатеринославская.
- Юго-Западное (Киев) — Киевская, Черниговская, Полтавская, Подольская и Волынская.
- Южное (Одесса) — Херсонская с городом Одессой, Таврическая, Бессарабская и всё побережье Чёрного моря.
- Северо-Западное (Вильно) — Виленская, Ковенская, Гродненская, Могилевская, Минская, Витебская и Смоленская.
- Прибалтийское (Рига) — Лифляндская и Курляндская.

В связи с ростом революционного движения в Сибири и Туркестане, 15 декабря 1907 года были учреждены Туркестанское (Ташкент, при канцелярии Туркестанского генерал-губернатора) и Сибирское (Иркутск) Районные охранные отделения. В юрисдикцию первого входили Закаспийская, Самаркандская, Семиреченская, Сыр-Дарьинская и Ферганская области, в юрисдикцию второго — области Иркутского (Забайкальская и Якутская области, Иркутская и Енисейская губернии) и Степного (Акмолинская и Семипалатинская области) генерал-губернаторств, а с 1908 года город Челябинск с одноимённой станцией (Циркуляр Деп. полиции № 13241).
В 1914 году Районные охранные отделения, кроме трёх: Туркестанского, Кавказского, Восточно-Сибирского (действовали до 1917 года), были упразднены.
Во главе Районных охранных отделений стояли начальники Районных охранных отделений. В некоторых губерниях должность начальника местного Охранного отделения совмещалась с должностью начальника Районного охранного отделения. Так было в ряде городов, в том числе в Москве, Санкт-Петербурге, Киеве, Харькове и др. Губернские и уездные жандармские управления, а также жандармские полицейские управления железных дорог в вопросах розыска должны были руководствоваться указаниями начальника Районного охранного отделения.
Решением Временного правительства все охранные отделения были упразднены 4 марта 1917 года, сразу после Февральской революции 1917 года. Часть их архивов погибла при пожарах в февральские дни.
Общая численность сотрудников всех охранных отделений была менее тысячи человек, из которых двести работали в Санкт-Петербурге. В большей части губерний было не более 2—3 сотрудников охранного отделения. Кроме официального штата, охранное отделение имело специальную агентуру — филёров, ведших наружное наблюдение, и осведомителей, засылавшихся в политические партии.

## Начальники охранных отделений

#### Санкт-Петербург
- 1867—1877 — Фёдор Архипович Колышкин
- 1877—1878 — Митрофан Петрович Устимович
- 1878—1880 — Василий Васильевич Фурсов
- 1880—1883 — Георгий Порфирьевич Судейкин, убит 16 декабря 1883 года
- 1884—1885 — Константин Павлович Вельбицкий
- 1885—1897 — Пётр Васильевич Секеринский
- 1897—1901 — Владимир Михайлович Пирамидов, погиб 21 июня 1901 года
- 1901—1901 — Николай Илларионович Мочалов (вр.и. о.)
- 1901—1903 — Яков Григорьевич Сазонов
- 1903—1905 — Леонид Николаевич Кременецкий
- 1905—1909 — Александр Васильевич Герасимов
- 1909—1909 — Сергей Георгиевич Карпов, убит 19 декабря 1909 года
- 1909—1914 — Михаил Фридрихович фон Коттен, убит 4 марта 1917 года
- 1914—1915 — Пётр Ксенофонтович Попов
- 1915—1917 — Константин Иванович Глобачёв

Расположение Санкт-Петербургского охранного отделения:
- 1867—1877 — Санкт-Петербург, Большая Морская ул., 40
- 1878 — 21.11.1901 — Санкт-Петербург, Гороховая ул., 2 (ныне Музей политической полиции России)
- 21 декабря 1901 — ... — наб. реки Мойки, 12 (бывшая квартира А. С. Пушкина)
- … — 27 февраля 1917 — Санкт-Петербург, угол Мытнинской набережной и Александровского проспекта (ныне проспект Добролюбова)

#### Москва
- 1880—1884 — Скандраков, Александр Спиридонович
- 1885—1896 — Бердяев, Николай Сергеевич
- 1896—1902 — Зубатов, Сергей Васильевич
- 1902—1905 — Ратко, Василий Васильевич
- 1905 — Тржецяк, Владимир Валерианович
- 1905—1906 — Петерсон, Александр Григорьевич
- 1906—1907 — Климович, Евгений Константинович
- 1907—1910 — Коттен, Михаил Фридрихович
- 1910—1912 — Заварзин, Павел Павлович
- 1912—1917 — Мартынов, Александр Павлович

#### Варшава
- ?—? — Скержинский
- 1902? — Петерсен
- 1906—1909 — Заварзин, Павел Павлович
- 1909—1912 — Глобачёв, Константин Иванович

#### Киев
- Павлов, Александр Спиридонович 22 января 1867 — 24 июня 1878
- 1903—1905 — Спиридович, Александр Иванович
- 1907—1911 — Кулябко, Николай Николаевич

В Киеве Охранное отделение находилось в двухэтажном доме по адресу ул. Бульварно-Кудрявская, 29-б.

#### Кишинёв
- Левендаль, Лаврентий Николаевич

#### Саратов
- Бобров, Михаил Павлович
- 1904-? — Фёдоров, Николай Дмитриевич

#### Тифлис
- жандармский ротмистр Лавров, Владимир Николаевич

#### Таврическое отделение
- 1902(?)—1903(?) — А. И. Спиридович

### Заведующие Заграничной агентурой (Парижское бюро)
- 1885—1902 — Рачковский, Пётр Иванович
- 1902—1905 — Ратаев, Леонид Александрович
- 1905—1909 — Гартинг, Аркадий Михайлович
- 1909—1917 — Красильников, Александр Александрович